# Diamantina
Diamantina est une ville brésilienne de l'État du Minas Gerais, à 280 km de la capitale Belo Horizonte.
Arraial do Tijuco (nom d'origine de la ville) a été construite durant la période coloniale au début du XVIIIe siècle. Comme son nom le laisse entendre, Diamantina était le centre minier de diamants aux XVIIIe et XIXe siècles.

## Maires
| Période | Période | Identité                   | Étiquette  | Qualité |
| ------- | ------- | -------------------------- | ---------- | ------- |
| 2021    | 2024    | Juscelino Brasiliano Roque | Démocrates |         |

## Personnalités
- Juscelino Kubitschek de Oliveira, président du Brésil, né à Diamantina en 1902.

## Patrimoine culturel
La ville, qui est un véritable exemple de l'architecture baroque brésilienne, est inscrite à la Liste du patrimoine mondial de l'UNESCO.